# Mi amigo el pingüino
Mi amigo el pingüino (título original en inglés: My Penguin Friend) es una película de aventuras familiar brasileña/estadounidense de 2024 dirigida por David Schurmann, escrita por Paulina Lagudi Ulrich y Kristen Lazarian, y protagonizada por Jean Reno y Adriana Barraza. Está basada en la historia real del pescador João Perei de Souza y el pingüino Dindim, que se volvió viral en 2016. Se estrenó por primera vez en Francia el 7 de agosto de 2024 y en Estados Unidos el 16 de agosto de 2024.

## Sinopsis
El pescador brasileño João Pereira de Souza descubre un pingüino herido flotando solo en el océano, cerca de la muerte y cubierto de petróleo de un derrame. João rescata al animal y lo rehabilita, forjando una amistad poco convencional que durará toda la vida.

## Reparto
- Jean Reno como João Pereira de Souza
  - Pedro Urizzi	como João joven
- Adriana Barraza como Maria Pereira de Souza
  - Amanda Magalhães como Maria joven
- Alexia Moyano como Adriana
- Nicolás Francella como Carlos
- Rocío Hernández como Stephanie
- Thalma de Freitas como Calista
  - Beatriz Lima como Calista joven
- Duda Galvão como Lucia
- Ravel Cabral	como Paulo
- Juan José Garnica	como Miguel Pereira de Souza
- Wilson Rabelo	como Marcos
  - Fernando Lufer como Marcos joven

## Producción
El 19 de abril de 2022, se informó que Jonathan Lim había lanzado la productora estadounidense City Hill Arts, y que su primera película sería The Penguin & the Fisherman, que sería dirigida por David Schurmann y protagonizada por Jean Reno. La película fue posteriormente retitulada My Penguin Friend. El 14 de octubre de 2022, se informó que Adriana Barraza se había unido al elenco, como la esposa de João, Maria.
My Penguin Friend se filmó principalmente en las playas tropicales de Brasil y entre una colonia de casi un millón de pingüinos en la Patagonia. La producción finalizó en febrero de 2023 y la posproducción se llevó a cabo en Madrid, España.
La película fue producida por Jonathan Lim, Robin Jonas, Steven P. Wegner, Andreas Wentz, Nicolas Veinberg, Shaked Berenson y Patrick Ewald. El 15 de febrero de 2024, se anunció que Roadside Attractions había adquirido los derechos de distribución en Estados Unidos.

## Estreno
El tráiler se lanzó el 17 de mayo de 2024. La película se estrenó por primera vez en Francia el 7 de agosto de 2024 y se estrenó en los Estados Unidos el 16 de agosto de 2024.

### Popularidad en TikTok
El 11 de agosto de 2024, el usuario de TikTok KindPenguins (@pudgykindness) publicó un video en el que se unió aleatoriamente a la transmisión en vivo de streamers de Twitch sin espectadores en vivo. Durante esto, se encontró con la transmisión en vivo del productor Jonathan Lim. Lim continuó hablando de su trayectoria profesional y lo que lo llevó a producir la película. El video se volvió viral, obteniendo miles de comentarios y compartidos, 11,2 millones de me gusta y 58,2 millones de visitas, hasta el 16 de agosto de 2024. También llevó la cuenta personal de TikTok de Lim de menos de 100.000 seguidores a más de 1,3 millones.